# Кібець-Бондаренко Микола Степанович
Кібець-Бондаренко Микола Степанович (нар. 1896, Цибулеве, Херсонська губернія, тепер Кропивницький район, Кіровоградська область — пом. 3 січня 1921 р., Новоархангельський район, Кіровоградська область) — отаман українських повстанців на території теперішніх Знам'янської міської громади та Дмитрівської сільської громади Кропивницького району (Кіровоградська обл.) у 1920 р.

## Життєпис
Справжнє прізвище Бондаренко. Народився у волосному селі Цибулевому (тепер це залізнична платформа Мамаїв Яр Шевченківського відділку Одеської залізниці, а ст. Цибулеве це село Михайлівка), на кутку Пшеничівка.
Під час 1-ї світової війни служив у 3-му Заамурському прикордонному піхотному полку на Австрійському фронті. 10 лютого 1916 р. в умовах позиційної війни отримав поранення в кисть лівої руки, після чого був відправлений у шпиталь м. Олександрія. Загалом про життєвий шлях М.Кібця-Бондаренка до літа 1920 року відомо мало. Перша згадка про нього як про повстанського ватажка припадає на початок серпня 1920 року, коли він на чолі кінного загону у сто шабель, сформованого із хліборобів Цибулевого та навколишніх сіл, взяв участь у Знам'янському повстанні.
Діяв у Чорному лісі
У Знам'янці та на інших залізничних станціях, на які здійснював нальоти Кібець, восени 1920 року більшовики вивісили десятки плакатів, на яких було зображено хижого птаха — кібця, що ширяв над червоноармійськими загонами. У своїх пазурах кібець ніс двох червоноармійців, які стікали кров'ю, і, витягнувши шию, клював дзьобом інших. Під малюнком надпис: «Бандит — Кобец».
Уславився надзвичайно вмілими засідками і несподіваними нальотами на більшовицькі гарнізони, під час яких роззброював цілі військові підрозділи ворога, здійснював диверсії на залізниці.
10 серпня 1920 року на перегоні між залізничними станціями Хирівка та Цибулеве його бійці розібрали залізницю, внаслідок чого розбився ешелон червоної кінноти Семена Будьонного. Повстанці здобули трофеї: 92 коней, 5 кулеметів, рушниці, набої.
Старшина Чорноліського полку Михайло Дорошенко так описував Кібця: "Отаман (Пилип) Хмара відрекомендував кіннотникам (Степової дивізії. — Ред.) Миколу Кібця — невеличкого росту чоловіка з великим носом та чорними гострими очима. Веселий гомін покотився між вояцьким товариством, почулись і дотепи: «Маємо двох птахів — „кібця“ й „чорного ворона“… А два побратими з пташиними прізвищами, жваві й веселі, подали один одному руки та обіцяли один другого боронити».
«Партизани Кібця виглядали імпозантно. За рахунок будьонівців загін добре „підлатався“: хлопці мали першокласні коні, сідла й зброю, всі добре одягнені, в шинелях і рогатих будьонівках. Лише Кібець був у шкіряному комплекті зі шкіряним летунським шоломом на голові. Приглядаюся до відомого в степу ватажка партизанів — Кібець на височенному вороному огирові скакав через пліт, щоб продемонструвати можливості „купленого“ у будьонівців коня. Малого зросту, з розставленими в їзді ліктями, гострим носом і гострим поглядом, Кібець справді нагадував малого степового хижака кібця, який був пострахом мирних пернатих мешканців степу…» — згадував ад'ютант командира 1-го куреня Холодного Яру Юрій Залізняк (Горліс-Горський).
У жовтні 1920 року між Веселим Кутом і с. Чорноліска у засідку Кібця потрапив червоноармійський загін. Точну кількість убитих не з'ясовано, але полонили 11 осіб. Їх Кібець відправив до отамана Пилипа Хмари, якому підлягав. Серед здобутих трофеїв — кулемети «Максим» і «Люїс», набої до них, гранати.
Наприкінці жовтня (можливо, на початку листопада) 1920 р. Микола Кібець у формі червоного командира з трьома перевдягнутими у будьонівську форму козаками поїхав до Цибулева, де стояв загін «по борьбе с бандитизмом» (ББ). Представивши документи на ім'я «товаріща Хлєбова», відрекомендувався червоному командирові, який жив у хаті Лимаря — знайомого Кібця, і домовився про спільний виступ проти «банд Хмари і Кобця». Отаман виманив півсотню ББ з Цибулевого у повстанську засідку, де її було знищено.
Неподалік села Бузівки у засідку Кібця втрапили будьонівці, які втратили до 20 людей вбитими і пораненими. Разом з Хмарою Микола організував успішну засідку в с. Дмитрівка.
На початку листопада 1920 року більшовики до смерті закатували дружину Бондаренка, Євгенію, та 1,5-річного сина Миколу.
Невдовзі після цього загін Кібця на станції Знам'янка хитрощами роззброїв ескадрон червоної кінноти, захопив у полон і розстріляв комісара ескадрону Якова Ґалембу, який закатував його дружину й сина. Кременчуцький губернський відділ управління 11 листопада 1920 року повідомив про цю подію так: «В с. Знаменка бандиты обезоружили эскадрон, забрав половину с командиром в лес, остальные раздетые разбежались».
13 листопада 1920 Кібець повторив цю операцію на станції Хирівка. Ось уривок із інформаційного зведення Кременчуцької губернської ЧК від 19 листопада 1920 року: «В Знаменском районе 13 сего года ноября бандой в 300 конных и пеших был произведен налет во главе с бандитом Кипчиком на ст. Хировка. Бандиты разоружили охрану, состоящую из 128 чел. красноармейцев, из которых один убит и один ранен. С проходящего в это время поезда бандиты захватили одного красного офицера, которого увели в лес… Бандиты скрылись в лес, захватив с собой телефонные и телеграфные аппараты и некоторые части нашей водокачки».
Через кілька днів Кібець знову здійснив наліт на вузлову станцію Знам'янка. Про це повідомлялося в інформаційному зведенні Кременчуцької губернської ЧК від 24 листопада 1920 року: «На ст. Знаменка налетела банда и захватила с собой командира эскадрона кавалерийского полка 1-й Конной армии, взводного командира, 10 красноармейцев, 59 лошадей, 78 седел, 44 винтовки, 2400 патронов, 48 сабель, 1 наган, 1 патронную ленту, 5 чел. обмундированных и библиотеку эскадрона в 48 экземпляров, все было увезено в лес».
До кінця листопада 1920 року отамани Хмара і Кібець діяли біля Знам'янки — здійснювали диверсії на залізницях, зупиняли потяги, знищували відділи червоноармійців і ЧК. Це підтверджує інформаційне зведення Кременчуцької губернської ЧК від 29 листопада 1920 року: «В Знаменском районе ежедневно появляются бандиты, терроризирующие население и совработников. Работать совершенно нет возможности, так как приходится прятаться очень часто, ввиду налетов… В селе Цыбулево во время проведения-выполнения разверстки бандитами изрублено 4 красноармейца. Из окон домов бандитов все время производилась стрельба. Бандой кавалеристов в 70 чел. разобран путь и перерезан телеграфный провод. По-видимому, это сделала одна из шаек банды Кипчика».
3 січня 1921 року отаман Кібець загинув у бою з червоними. «Тієї нещасливої хвилини ворожа куля вирвала з повстанських лав найхоробрішого і найсміливішого лицаря — Миколу Степановича Бондаренка-Кібця. Упав із коня мертвим, але шаблі із своїх міцних та відважних рук не випустив. Він її символічно передавав і доручав живим борцям, щоб продовжували боротьбу за Волю і незалежність України», — згадував колишній повстанець Михайло Дорошенко.
У тому ж бою повстанці вбили командира 14-ї дивізії 1-ї Кінної армії Олександра Пархоменка, захопили армійську скарбницю червоних і багато цінних документів.
Отамана Кібця поховали біля церкви села Надлак (тепер Новоархангельський район, Кіровоградська область). «Микола Кібець лежав у сосновій домовині, серед просторої шкільної зали, гарно убраний, готовий в далеку останню дорогу. Тяжко відходити на вічний спочинок, не здобувши волі України… По обіді заграла сурма і на дзвіниці жалібно залунав самотній дзвін. До школи зібралось повстанське товариство і багато місцевих людей, щоб віддати останню пошану безстрашному воїнові Миколі Степановичу Бондаренку-Кібцю. Козаки пройшли біля труни і віддали воєнний салют побратимові… Серед місцевого большевицького активу знайшлися такі, що не зорієнтувалися в події… Прийнявши повстанців за червоноармійців, вони хотіли переконати організаторів похорону не ховати з попом та хрестами, та ще й біля церкви. Але відповідь для них була дуже коротка… Того ж дня, тільки без священиків, поховали їх… і поза церквою», — згадував Михайло Дорошенко.
Життєвий шлях М.Кібця-Бондаренка описаний у книзі Михайла Дорошенка «Стежками Холодноярськими». Кібець — герой книг «Холодний Яр», «Героїзм і трагедія Холодного Яру», «Отамани Гайдамацького краю. 33 біографії».